# Otok Dolin - J
Otok Dolin - J este o arie protejată (sit de importanță comunitară — SCI) din Croația întinsă pe o suprafață de 344,92 ha, integral pe uscat.

## Localizare
Centrul sitului Otok Dolin - J este situat la coordonatele 44°42′08″N 14°49′28″E / 44.702251°N 14.824429°E.

## Înființare
Situl Otok Dolin - J a fost declarat sit de importanță comunitară în iulie 2013 pentru a proteja un număr necunoscut de specii din flora spontană și fauna sălbatică aflate în arealul zonei.

## Biodiversitate
Situată în ecoregiunea mediteraneană, aria protejată conține 1 habitat natural: Pajiști uscate din regiunea submediteraneeană estică (Scorzoneratalia villosae).
La baza desemnării sitului se află un număr nedeclarat de specii protejate.